# Андреа Ана
Андреа Беатріс Ана (рум. Andreea Beatrice Ana; нар. 2000) — румунська борчиня вільного стилю, триразова чемпіонка та дворазова бронзова призерка чемпіонатів Європи.

## Життєпис
Багаторазова призерка чемпіонатів світу та Європи у молодших вікових групах.

## Спортивні результати на міжнародних змаганнях

### Виступи на Олімпіадах
| Змагання                    | Збірна  | Вагова категорія          | Місце |
| --------------------------- | ------- | ------------------------- | ----- |
| Літні Олімпійські ігри 2020 | Румунія | жіноча боротьба, до 53 кг | 16    |
| Літні Олімпійські ігри 2024 | Румунія | жіноча боротьба, до 53 кг | 9     |

### Виступи на Чемпіонатах світу
| Змагання                        | Збірна  | Вагова категорія          | Місце |
| ------------------------------- | ------- | ------------------------- | ----- |
| Чемпіонат світу з боротьби 2019 | Румунія | жіноча боротьба, до 55 кг | 14    |
| Чемпіонат світу з боротьби 2021 | Румунія | жіноча боротьба, до 55 кг | 7     |
| Чемпіонат світу з боротьби 2022 | Румунія | жіноча боротьба, до 55 кг | 7     |
| Чемпіонат світу з боротьби 2023 | Румунія | жіноча боротьба, до 53 кг | 9     |

### Виступи на Чемпіонатах Європи
| Змагання                         | Збірна  | Вагова категорія          | Місце  |
| -------------------------------- | ------- | ------------------------- | ------ |
| Чемпіонат Європи з боротьби 2019 | Румунія | жіноча боротьба, до 55 кг | Бронза |
| Чемпіонат Європи з боротьби 2020 | Румунія | жіноча боротьба, до 55 кг | 7      |
| Чемпіонат Європи з боротьби 2021 | Румунія | жіноча боротьба, до 55 кг | Бронза |
| Чемпіонат Європи з боротьби 2022 | Румунія | жіноча боротьба, до 55 кг | Золото |
| Чемпіонат Європи з боротьби 2023 | Румунія | жіноча боротьба, до 55 кг | Золото |
| Чемпіонат Європи з боротьби 2024 | Румунія | жіноча боротьба, до 55 кг | Золото |

### Виступи на інших змаганнях
| Змагання                                                       | Збірна  | Вагова категорія          | Місце  |
| -------------------------------------------------------------- | ------- | ------------------------- | ------ |
| Klippan Lady Open 2018                                         | Румунія | жіноча боротьба, до 55 кг | 11     |
| Henri Deglane Challenge 2019                                   | Румунія | жіноча боротьба, до 53 кг | Золото |
| Klippan Lady Open 2019                                         | Румунія | жіноча боротьба, до 53 кг | 5      |
| Турнір Яшара Догу 2020                                         | Румунія | жіноча боротьба, до 53 кг | Бронза |
| Чемпіонат Румунії з боротьби 2020                              | Румунія | жіноча боротьба, до 57 кг | Золото |
| Київський Міжнародний турнір з боротьби 2021                   | Румунія | жіноча боротьба, до 53 кг | Бронза |
| Олімпійський кваліфікаційний турнір з боротьби 2020 (Будапешт) | Румунія | жіноча боротьба, до 53 кг | 8      |
| Олімпійський кваліфікаційний турнір з боротьби 2020 (Софія)    | Румунія | жіноча боротьба, до 53 кг | Срібло |
| Відкритий чемпіонат Польщі з боротьби 2021                     | Румунія | жіноча боротьба, до 55 кг | 6      |
| Турнір Яшара Догу 2021                                         | Румунія | жіноча боротьба, до 53 кг | Бронза |
| Турнір Дана Колова — Николи Петрова 2022                       | Румунія | жіноча боротьба, до 55 кг | Золото |
| Меморіал Маттео Пелліконе 2022                                 | Румунія | жіноча боротьба, до 55 кг | Бронза |
| Турнір Ібрагіма Мустафи 2023                                   | Румунія | жіноча боротьба, до 53 кг | Бронза |
| Меморіал Імре Поляка та Яноша Варги 2023                       | Румунія | жіноча боротьба, до 53 кг | 11     |
| Меморіал Іона Корнеану і Ладислава Сімона 2023                 | Румунія | жіноча боротьба, до 53 кг | Срібло |
| Олімпійський кваліфікаційний турнір з боротьби 2024 (Баку)     | Румунія | жіноча боротьба, до 53 кг | Золото |

### Виступи на змаганнях молодших вікових груп
| Змагання                                       | Збірна  | Вагова категорія          | Місце  |
| ---------------------------------------------- | ------- | ------------------------- | ------ |
| Чемпіонат Європи з боротьби серед кадетів 2016 | Румунія | жіноча боротьба, до 46 кг | 9      |
| Чемпіонат світу з боротьби серед кадетів 2016  | Румунія | жіноча боротьба, до 46 кг | Срібло |
| Чемпіонат Європи з боротьби серед кадетів 2017 | Румунія | жіноча боротьба, до 49 кг | 9      |
| Чемпіонат світу з боротьби серед кадетів 2017  | Румунія | жіноча боротьба, до 52 кг | Срібло |
| Чемпіонат Європи з боротьби серед юніорів 2018 | Румунія | жіноча боротьба, до 53 кг | Бронза |
| Чемпіонат Європи з боротьби серед юніорів 2019 | Румунія | жіноча боротьба, до 53 кг | Бронза |
| Чемпіонат світу з боротьби серед юніорів 2019  | Румунія | жіноча боротьба, до 53 кг | 10     |
| Чемпіонат світу з боротьби серед молоді 2018   | Румунія | жіноча боротьба, до 53 кг | Бронза |
| Чемпіонат Європи з боротьби серед молоді 2019  | Румунія | жіноча боротьба, до 55 кг | Бронза |
| Чемпіонат світу з боротьби серед молоді 2019   | Румунія | жіноча боротьба, до 55 кг | Бронза |
| Чемпіонат світу з боротьби серед молоді 2021   | Румунія | жіноча боротьба, до 55 кг | Золото |
| Чемпіонат Європи з боротьби серед молоді 2022  | Румунія | жіноча боротьба, до 55 кг | Золото |
| Чемпіонат світу з боротьби серед молоді 2022   | Румунія | жіноча боротьба, до 55 кг | 10     |
| Чемпіонат Європи з боротьби серед молоді 2023  | Румунія | жіноча боротьба, до 55 кг | Срібло |